# Snellenita
Snellenita är ett släkte av fjärilar. Snellenita ingår i familjen tandspinnare.
Kladogram enligt Catalogue of Life:
| Snellenita | \| \| Snellenita divaricata \| \| \| \| \| \| Snellenita diversa \| \| \| \| |
|            | \| \| Snellenita divaricata \| \| \| \| \| \| Snellenita diversa \| \| \| \| |
|            | Snellenita divaricata                                                        |
|            |                                                                              |
|            | Snellenita diversa                                                           |
|            |                                                                              |